# Marian Álvarez
Marian Álvarez, född 1 april 1978 i Madrid, är en spansk skådespelare.
Marian Álvarez har medverkat i ett stort antal filmer och TV-serier. Bland annat spelade hon huvudrollen, Ana, i filmen Wounded (La herida), och tilldelas för sin rollprestation Goyapriset för bästa kvinnliga huvudroll. Hon spelade även huvudrollen, Amparo, i dramaserien 1992.

## Filmografi (i urval)
- 2013 – Wounded
- 2018 – Saras anteckningsbok
- 2018 – När änglar sover
- 2024 – 1992 (TV-serie)